# 拉巴斯德卡拉索
拉巴斯德卡拉索（西班牙語：La Paz de Oriente），是尼加拉瓜的城鎮，位於該國西部，由卡拉索省負責管轄，始建於1858年，面積16平方公里，海拔高度378米，2005年人口4,657，人口密度每平方公里291.06人。
11°49′N 86°8′W / 11.817°N 86.133°W